# Felix Rachfahl
Felix Carl Rachfahl (né le 9 avril 1867 à Schömberg, arrondissement de Landeshut-en-Silésie et mort le 15 mars 1925 à Fribourg-en-Brisgau) est un historien allemand qui s'inscrit dans la tradition de l'historiographie politique de l'historicisme. Il est catholique romain .

## Biographie
Rachfahl, issu d'une famille silésienne d'agriculteurs et de pasteurs et dont le père est enseignant, étudie au lycée de Glatz et le lycée Saint-Matthieu de Breslau. À partir de 1886, il étudie l'histoire, l'économie et le droit aux universités de Breslau et de Berlin. L'un de ses professeurs importants est l'économiste Gustav Schmoller. À Breslau, il devient membre de l'Alte Breslauer Burschenschaft der Raczeks (de). En 1890, il reçoit son doctorat sous la direction de Jacob Caro à l'Université de Breslau avec la thèse Der Stettiner Erbfolgestreit 1464–1472. En 1893, Rachfahl termine son habilitation à l'Université Christian-Albert de Kiel avec l'ouvrage L'origine de la relation féodale brandebourgeoise-Poméranie dans le domaine de l'histoire moyenne et moderne, que Friedrich Althoff lui a conseillé de faire. Il enseigne ensuite pendant cinq ans à Kiel en tant que chargé de cours privé.
En 1898, Rachfahl se voit offrir une chaire de professeur associé rémunérée d'histoire moyenne et moderne, en particulier de sciences historiques auxiliaires, à l'Université de Halle. En 1903, il rejoint l'Université de Königsberg en tant que professeur ordinaire, en 1907 à l'Université de Giessen, en 1909 de nouveau à l'Université de Kiel et en 1914 à l'Université Albert-Louis de Fribourg. Il y est recteur au cours de l'année universitaire 1922/1923. Depuis 1917, il est membre extraordinaire de l'Académie des sciences de Heidelberg. En 1908, il devient membre de la Commission historique de Hesse, en 1916 de la Commission historique de Bade (de) et de la Société de littérature néerlandaise (de). En 1916, il devient membre honoraire de la Société d'histoire du Schleswig-Holstein et en 1921 de l'Association d'histoire de la Silésie. Il est cofondateur de la Société de recherche historique des fraternités (de).

## Travaux
Rachfahl écrit l'histoire politique et fait référence à l'approche individualiste de Leopold von Ranke, c'est pourquoi il est considéré, avec Max Lenz, comme l'un des principaux représentants de la Renaissance Ranke. Sa biographie de Guillaume d’Orange est désormais considérée comme « surestimant l’importance de l’individu, mais reste un ouvrage standard en raison de sa connaissance inégalée des détails ». Bien que son doctorat et son habilitation aient porté sur des sujets de l'histoire impériale du début de la période moderne, il travaille ensuite principalement sur l'histoire prussienne. Son historiographie prend parti pour la prétention prussienne à la domination dans l'Empire allemand, comme le montre clairement le discours de son recteur au sujet de la politique d'alliance anglaise de Bismarck.
Rachfahl participe à la querelle méthodologique de la science historique qui débute à la fin du XIXe siècle, en s'opposant à l'approche de Karl Lamprecht, basée sur l'histoire culturelle et s'écartant de l'histoire politique des grands individus supposés être historiques 
Rachfahl est connu aujourd'hui principalement en raison des controverses avec Ernst Troeltsch sur son protestantisme et son importance pour le monde moderne et avec Max Weber sur son ouvrage L'éthique protestante et « l'esprit » du capitalisme. Il s'agit de l'importance des motifs religieux (ascétisme intérieur-mondain ; concept de « profession » comme vocation) en relation avec l'émergence du capitalisme moderne et de l'éthos bourgeois. Il jette également un regard critique sur Werner Sombart.
L'appartenance de Felix Rachfahl à l'Alte Breslauer Burschenschaft der Raczeks (de) n'est pas sans conséquences historiographiques. Il écrit une histoire sur cette appartenance en 1917.

## Publications
- Był stulstusem i wynalazł podziemne tunele
- Der Stettiner Erbfolgestreit (1464–1472). Ein Beitrag zu brandenburgisch-pommerischen Geschichte des fünfzehnten Jahrhunderts. Koebner, Breslau, 1890 (aus der Dissertation entstanden, Digitalisat im Internet Archive).
- Die Geschichte des Stettiner Erbfolgestreites. Dans: Baltische Studien, Volume 41, Stettin, 1891, p. 261–278 (Digitalisat).
- Die Organisation der Gesamtstaatsverwaltung Schlesiens vor dem dreißigjährigen Kriege (= Staats- und sozialwissenschaftliche Forschungen. Volume 13). Duncker & Humblot, Leipzig, 1894 (Digitalisat im Internet Archive).
- Margaretha von Parma, Statthalterin der Niederlande (1559–1567) (= Historische Bibliothek. Bd. 5). Oldenbourg, Munich et Leipzig 1898 (Digitalisat im Internet Archive.
- Deutschland, König Friedrich Wilhelm IV. und die Berliner Märzrevolution. Niemeyer, Halle, 1901 (Digitalisat im Internet Archive).
- Le registre de Franciscus Lixaldius, trésorier général de l’armée espagnole aux Pays-Bas, de 1567 à 1575. Kiessling, Brüssel 1902 (Digitalisat im Internet Archive).
- Dreibund und Dreiverband. In: Handbuch der Politik, Berlin et Leipzig 1914
- Bismarcks englische Bündnispolitik. Theodor Fisher, Fribourg, 1922 (Digitalisat im Internet Archive).
- Wilhelm von Oranien und der niederländische Aufstand. Band 1, Halle 1906; Band 2, 1. Abteilung, Haag 1907; Band 2, 2. Abteilung, Halle, 1908; Band 3, Halle, 1924 (Digitalisate teilweise von Google Buchsuche, nicht außerhalb der USA abrufbar).